# Rock Steady (All Saints)
Rock Steady è il singolo trainante dell'album Studio 1, che nel 2006 segna il ritorno sulle scene del gruppo musicale delle All Saints. Fu annunciato nel gennaio del 2006 che il gruppo si sarebbe riunito firmando un contratto con la Parlophone e avrebbe pubblicato un album in autunno. Il singolo infatti viene pubblicato il 6 novembre 2006. Le All Saints arrivano alla posizione numero 3 della classifica di vendite inglesi. In Italia il singolo è stato parzialmente sostenuto dal suo utilizzo nella campagna pubblicitaria televisiva degli orologi Breil.

## Il video
Nel video, girato completamente in bianco e nero, si vedono le quattro componenti del gruppo, effettuare una rapina in una finta banca italiana, dal nome "Banca dei Fortunati". Il nome del direttore della banca è "Benito Berlusconi", un ovvio riferimento a Benito Mussolini e Silvio Berlusconi.

### Tracce
| #                | Title                                     | Length |
| CD 1             | CD 1                                      | CD 1   |
| ---------------- | ----------------------------------------- | ------ |
| 1.               | "Rock Steady"                             | 2:44   |
| 2.               | "Dope Noize"                              | 3:53   |
| CD 2             |                                           |        |
| 1.               | "Rock Steady"                             | 2:44   |
| 2.               | "Do Me"                                   | 4:16   |
| 3.               | "Rock Steady" (Calvin Harris Remix)       | 3:37   |
| 4.               | "Rock Steady" (video)                     | 2:48   |
| 12" Vinyl        |                                           |        |
| 1.               | "Rock Steady"                             |        |
| 2.               | "Rock Steady" [Calvin Harris Remix]       |        |
| 3.               | "Rock Steady" [Mstrkrft Edition]          |        |
| Download         |                                           |        |
|                  | "Rock Steady" [Instrumental]              |        |
| iTunes Exclusive |                                           |        |
|                  | "Rock Steady" [K-Gee Reggae Bounce Remix] |        |

## Classifiche
| Paese            | Posizione più alta |
| ---------------- | ------------------ |
| Austria          | 20                 |
| Belgio (Fiandre) | 42                 |
| Finlandia        | 10                 |
| Germania         | 40                 |
| Irlanda          | 15                 |
| Italia           | 16                 |
| Nuova Zelanda    | 38                 |
| Paesi Bassi      | 52                 |
| Regno Unito      | 3                  |
| Russia           | 60                 |
| Spagna           | 10                 |
| Svizzera         | 37                 |